# Agalagurki, Chik Ballapur
Agalagurki là một làng thuộc tehsil Chik Ballapur, huyện Kolar, bang Karnataka, Ấn Độ.